# Хиршберг (замок, Бавария)
Хиршберг (нем. Schloss Hirschberg) — средневековый замок на горном отроге в городе Байльнгрис в природном парке Альтмюльталь в земле Бавария, Германия. Данный комплекс вместе с Виллибальдсбургом в Айхштетте является одним из двух крупнейших замков региона Альтмюльталь. У подножия замка в прежние времена была расположена деревня Хиршберг. По своему типу относиться к замкам на вершине.

## История

### Ранний период
На месте нынешнего замка каменные укрепления имелись уже в XI веке. Подробных документальный сведений не имеется, но само существование ранней крепости подтверждается археологическими раскопками. Причём то старое сооружение занимало ту же площадь, что и более позднее.

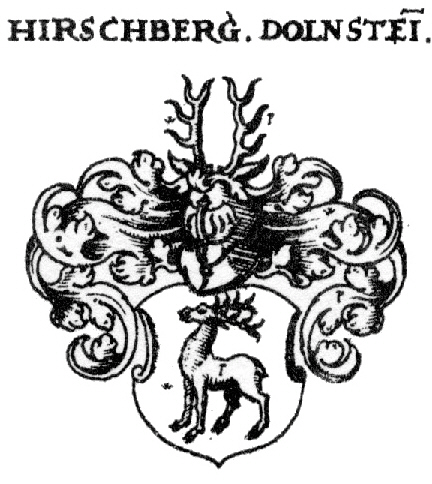
Герб графов фон Хиршберг

В период с 1170 по 1200 год графы Грёглинг фон Дольнштайна построили на горе Хиршберг крупный замок. Причём владельцы придавали столь важное значение своей новой резиденции, что сменили родовую фамилию. С 1205 года они официально стали именовать себя «Графы фон Хиршберг».
В основании замка лежал вытянутый прямоугольник длиной 200 метров и шириной 50 метров. Многие части средневекового замка благополучно сохранились в до наших дней. К самым старым фрагментам относят укрепления на западе комплекса и  южную стену, примыкающую к замковой часовне. Непосредственно внутрь можно было попасть с западной стороны через подъёмный мост, перекинутый над глубоким рвом.
8 сентября 1304 года бездетный граф Гебхард VII, последний из рода графов фон Хиршберг, завещал замок и окружающие земли епископу Айхштетта (на территории этого епископства и был когда-то построен замок). Гебхард VII умер в 1305 году и впоследствии епископы либо использовали Хиршберг как осбственную резиденцию, либо передавали замок в качестве феода различным знатным семьям. Новые владельцы на протяжении веков неоднократно расширяли и реконструировали комплекс.
Епископ Фридрих IV Эттингенский (1383–1415) достроил северную башню до ее нынешней высоты, а также добавил к ней четырёхэтажное здание для судебных нужд.
Епископ Альбрехт II Хоэнрехбергский (1429–1445) перенёс первоначальный вход к южной стене и возвёл тортурм (надвратную башню). Он также провёл реконструкцию, благодаря которой появился просторный внешний двор к западу от замка, ставщий частью форбурга (от него частично сохранились стены с четырьмя башнями).
Епископ Вильгельм фон Райхенау (1464–1496) заменил старое здание графской резиденции на восточной оконечности горы новым трёхэтажным дворцом. Его внешние стены, включая оригинальные проёмы окон, частично сохранились в сегодняшнем комплексе.
При епископе Мартине фон Шаумберге (1560–1590) было построено большое северное крыло. В северной части нынешнего замка можно увидеть сохранившиеся каменные подоконники, оставшиеся от того здания.

### XVII–XVIII века

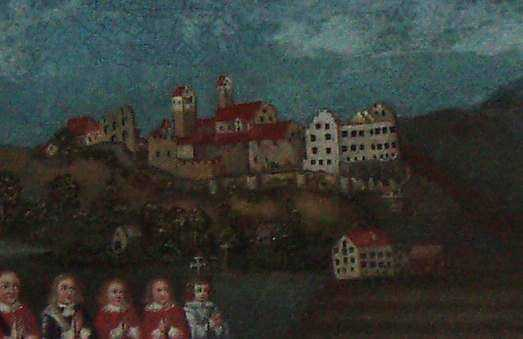
Рисунок замка, сделанный после пожара 1632 года

В 1632 году большая часть замка сгорела из-за сильного пожара, который начался после попадания в Хиршбрег молнии. Неповреждёнными остались только каменные башни, замковая богадельня и часовня. Вотивная картина Лоренца фон Хельмштадта, которая и сегодня висит на втором этаже главной замковой лестницы, передаёт вид разрушенного комплекса. Лишь по прошествии нескольких десятилетий, с 1670 года, началось постепенное восстановление замка. Работы продолжались до 1729 год. В ходе восстановления Хиршберг был частично перестроен, а частично обновлён. Однако многие детали остались в прежнем виде.
В середине XVIII века был составлен общий проект, согласно которому Хиршберг следовало превратить в величественный дворцово-замковый комплекс в стиле позднего барокко. Непосредственное распоряжение об этом отдал епископ Раймунд Антон фон Штрасольдо (1757-1781).
С 1760 по 1764 год архитектор Маурицио Педетти, cлуживший при дворе князя-епископа Айхштеттского, провёл радикальную реконструкцию, в результате которой на месте замка появился симметричный дворцовый комплекс в стиле рококо. Это здание практически без изменений дошло до наших дней. В ходе реализации проекта Педетти возвёл южное крыло на месте старого амбара для хранения зерна, а также снёс здание богадельни и часть высокой стены (шильдмауэра) между главными оборонительными башнями. Таким образом получился симметричный комплекс с узким внутренним двором длиной 150 метров.
Позднее через форбург проложили длинный прямой проспект, продолжавший центральную ось всго комплекса. Эта магистраль тянулась через поля, луга и рощи до так называемой дороги «Фюрстенштрассе». Наконец, Педетти придал всем внешним фасадам единый вид в стиле рококо. В ходе отделки помещений придворный скульптор Айхштеттер Иоганн Якоб Берг щедро украсил интерьеры дворца лепниной.

### XIX век

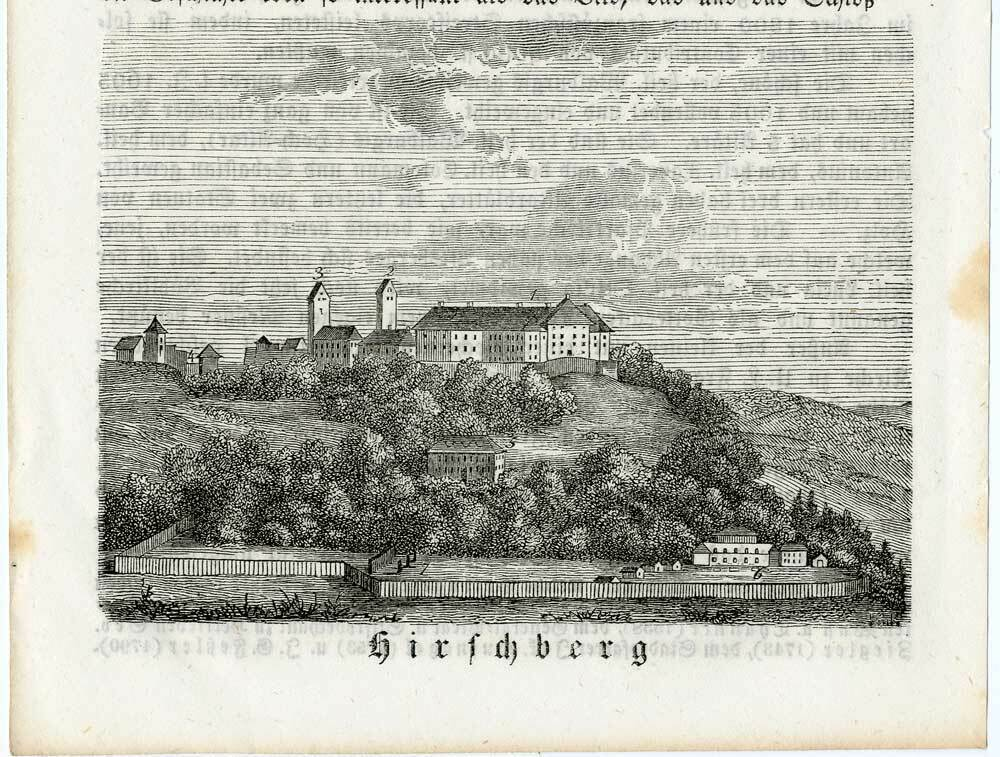
Замок на рисунке 1859 года

В 1803 году во время секуляризации замок перешёл в руки великого герцога Тосканского Фердинанда III. В последующие десятилетия владельцы несколько раз менялись. В 1806 году Хиршберг перешёл в собственность Баварского королевства, а в 1817 году — стал частью недавно основанного княжества Айхштеттского во главе с Эженом де Богарне, герцогом Лейхтенбергским. Наконец в 1833 году замок окончательно вернулся в собственность Баварского государства.
В 1860 году епископ Георг фон Эттль (1846–1866) арендовал замок для епископальной семинарии Айхштетта, а также для отдыха выпускников и семинаристов.

### XX век
В 1923 году началось осуществление проекта «Программа Хиршберга», которую осуществлял союз Новая Германия — Христианство сегодня. В числе прочего проводилась реставрация замка. В 1925 году замок стал использоваться как ретрит для епархии Айхштетта.
В 1967/69 году по проекту архитектора барона Александра фон Бранка на южном склоне была построена капелла святой Марии.
В период с 1987 по 1992 года были полностью отремонтированы исторические помещения. Епархиальный мастер-строитель Карлйозеф Шаттнер и профессор Карл-Хайнц Шмитц спроектировали новое здание для столовой, кухни и кафетерия на южном склоне.

## Современное использование
Поскольку замок Хиршберг является образовательным центром, посещение возможно только в рамках общественных экскурсий, которые проводятся в воскресенье во второй половине дня.

## Галерея

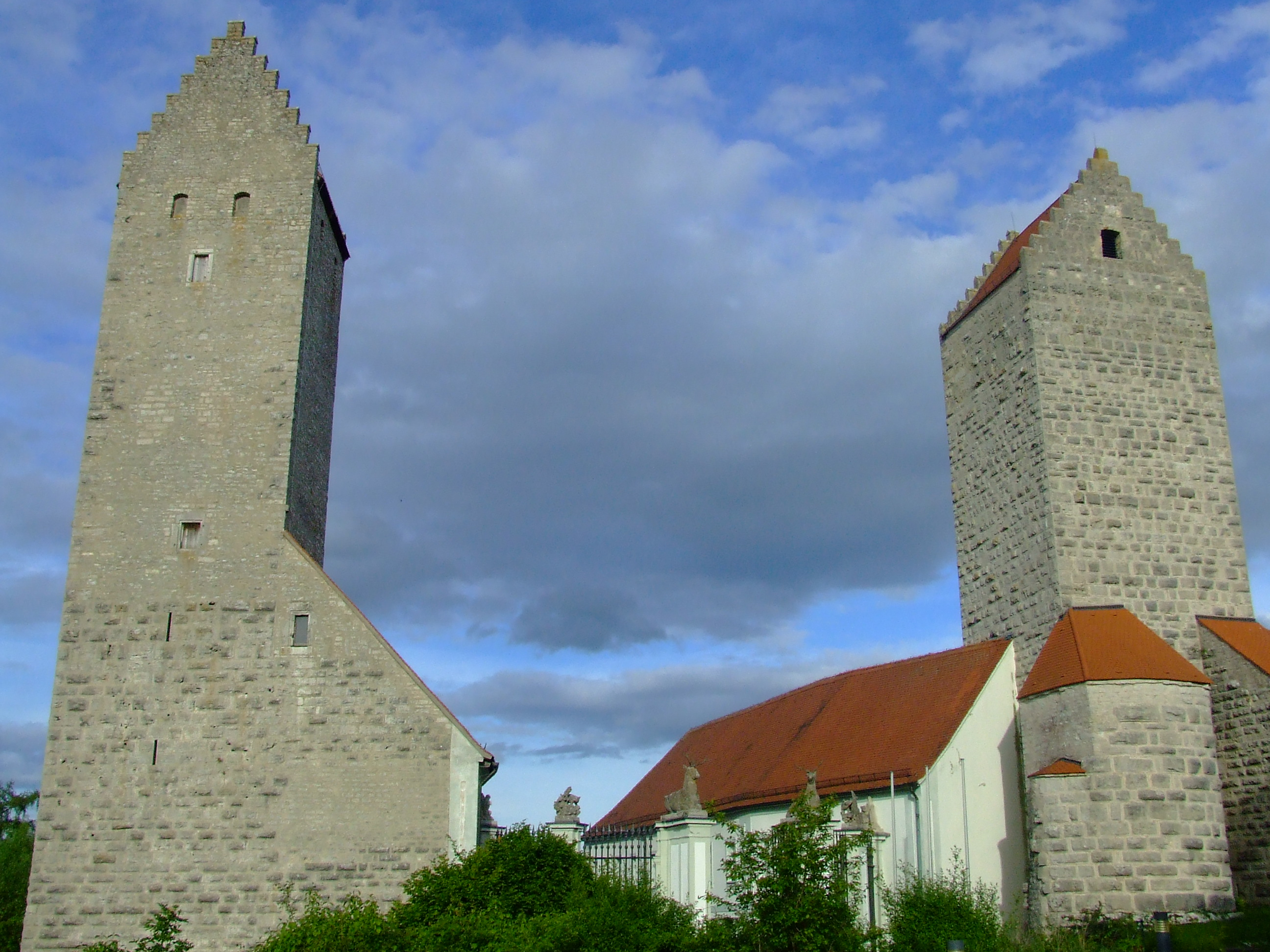
Две старые каменные башни с западной стороны комплекса
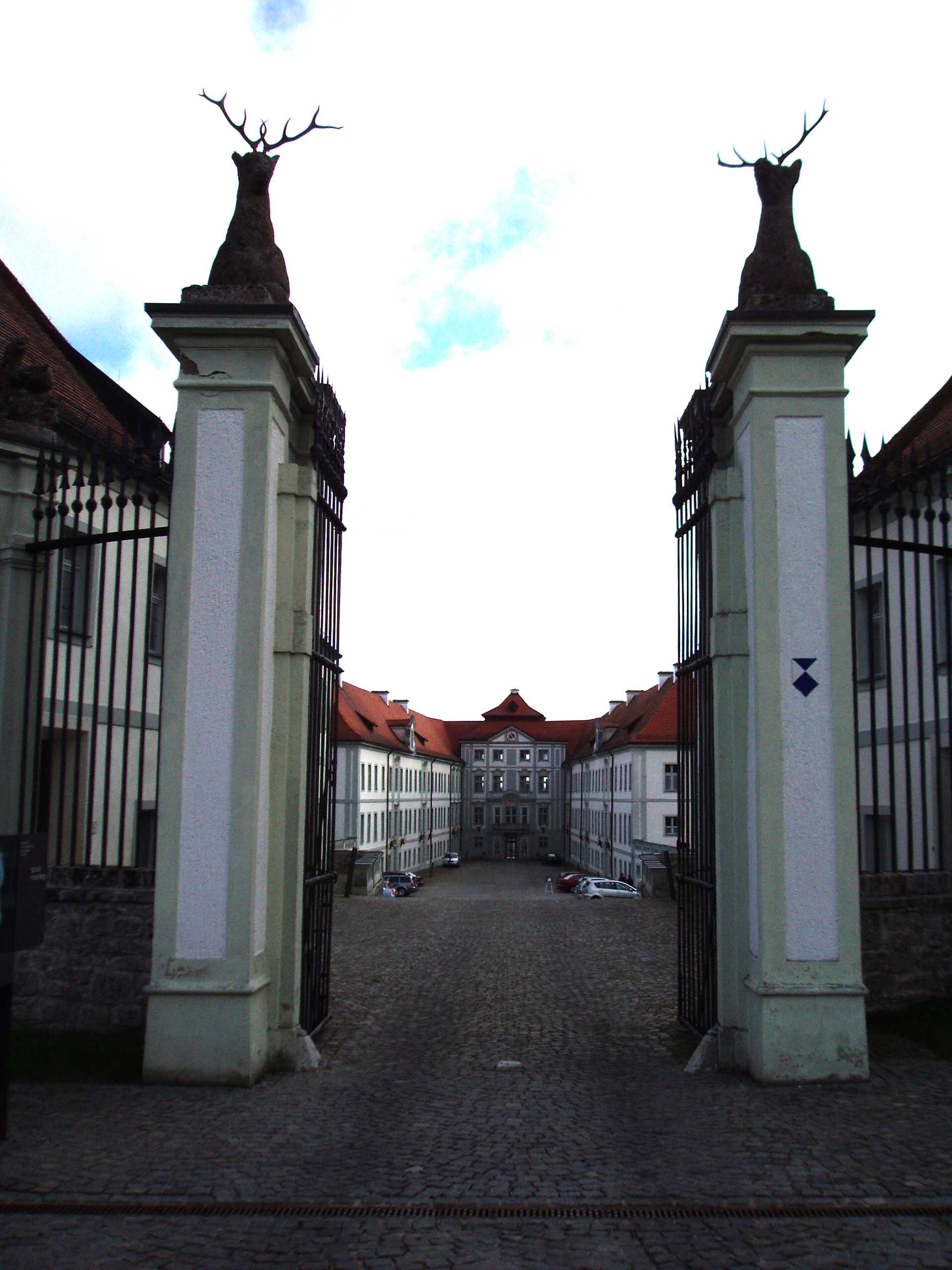
Ворота ведущие во внутренний двор
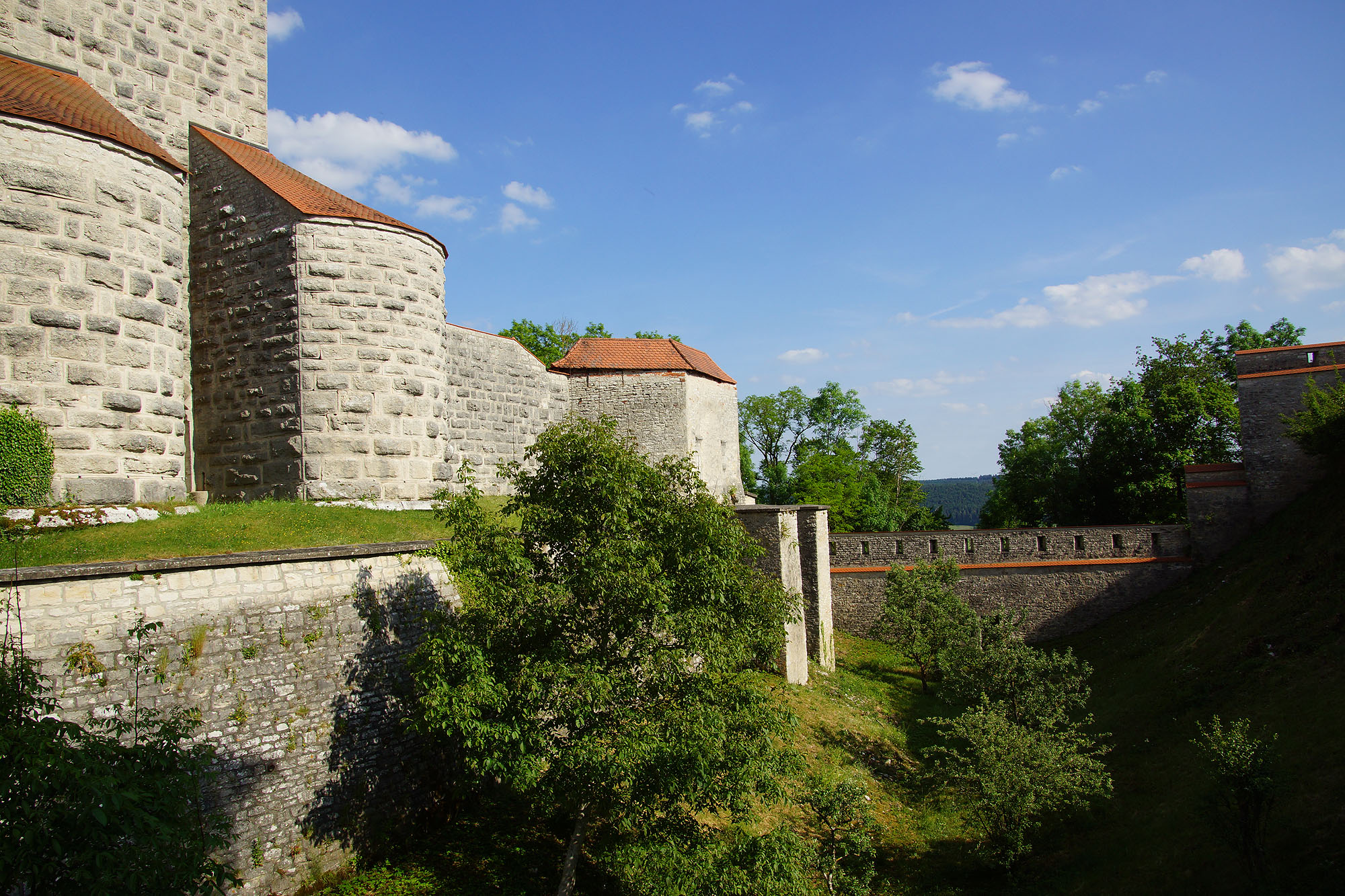
Сохранившиеся фрагменты внешних стен
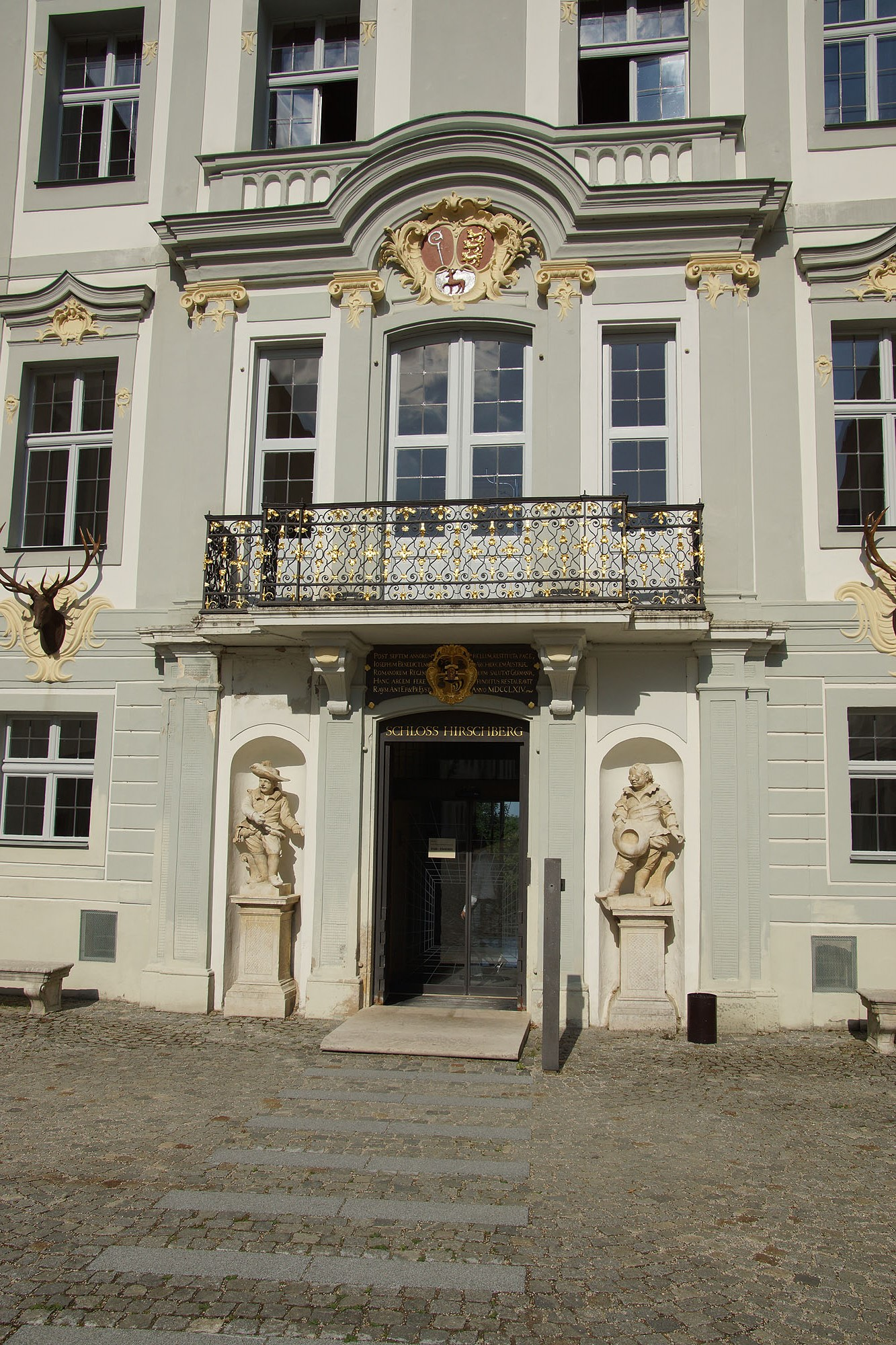
Главный вход в восточное крыло замка
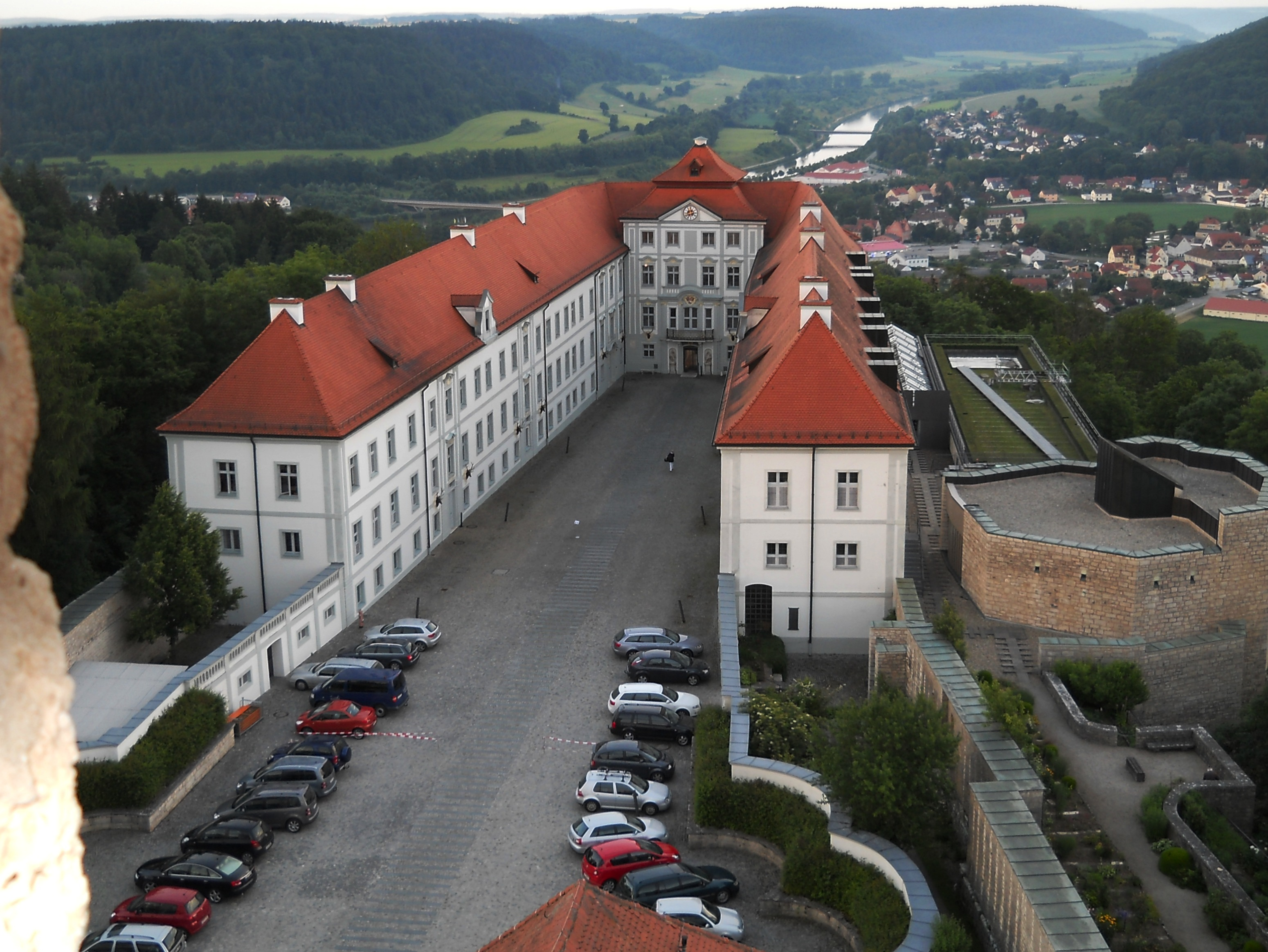
Вид внутреннего двора из южной высокой башни